# Puteaux
Puteaux este un oraș în Franța, în departamentul Hauts-de-Seine, în regiunea Île-de-France. 
Puteaux este înfrățit cu orașul italian Velletri.

## Personalități născute aici
- Emmanuelle Devos (n. 1964), actriță.